# Bill Spinhoven van Oosten

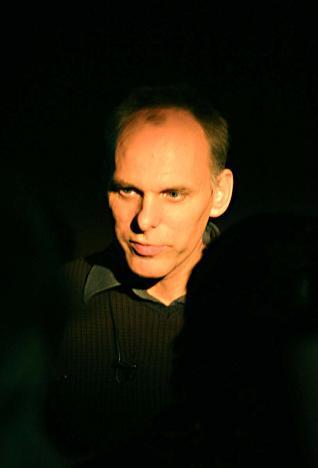
Bill Spinhoven van Oosten

Bill Spinhoven van Oosten (Velsen, 12 november 1956) is een Nederlands beeldend kunstenaar. Hij studeerde aan de Universiteit van Twente en rondde in 1987 de Academie voor Kunst en Industrie (AKI) in Enschede af.
Zijn werk is gebaseerd op kinetische, interactieve en tijdgerelateerde processen. Hij combineert wetenschap, technologie en beeldende kunst in zijn multimediaal werk. In 1991 won hij de Basisprijs Film & Video van de Prix de Rome met het kunstwerk Untitled #5.
Sinds 1996 woont hij als kunstenaar in het Lambooijhuis, een oude stadsboerderij in Hengelo en vroegere woning en atelier van Theo Wolvecamp.

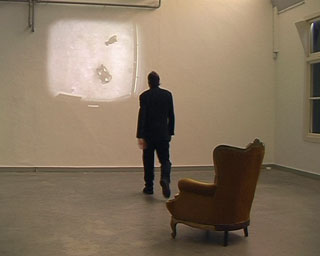
Encounter #1 (2004)

## DNArt
Zijn belangrijkste werk is DNArt, een vorm van multimediakunst die interactie biedt tussen kunstwerk en bezoeker. Het kunstwerk reageert daarbij op de toeschouwer. Een voorbeeld is het kunstwerk Encounters uit 2004, waarbij de toeschouwer zichzelf op een scherm ziet, terwijl er iemand om hem heen loopt die er in werkelijkheid niet is. Dit kunstwerk kan dan samen gaan werken met eenzelfde type kunstwerk in een andere ruimte (in bijvoorbeeld Berlijn of New York) waarbij de bezoeker de virtuele acteurs uit die andere ruimte ook zal zien en waarin men op elkaar kan reageren. Het resultaat is een kunstwerk dat mensen op twee verschillende locaties binnen de echte én virtuele wereld met elkaar verbindt.